# Pietà Rondanini

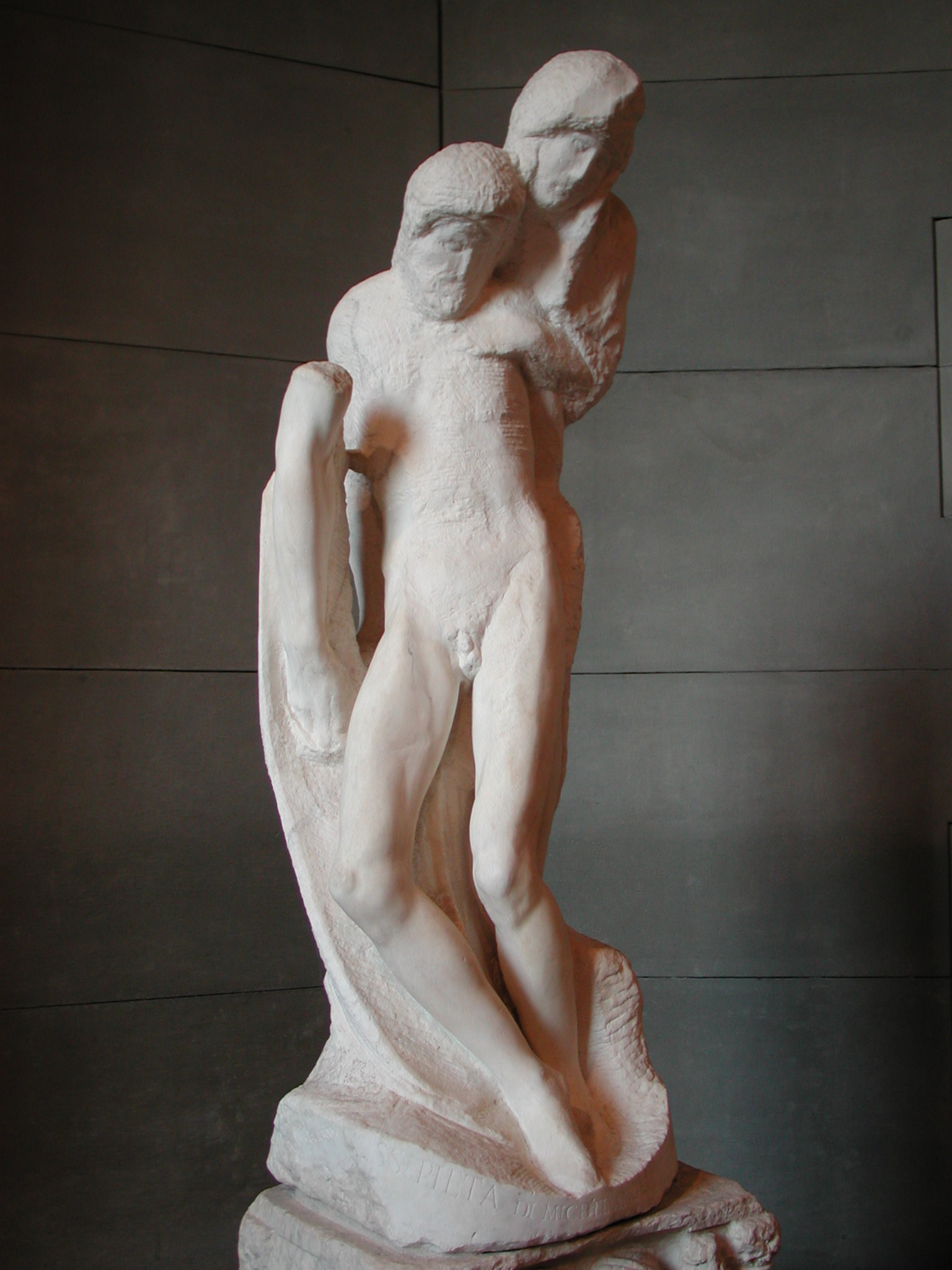
Pietà Rondanini

Die Pietà Rondanini (1552 bis 1564) ist eine Marmorstatue, welche Maria und den vom Kreuz genommenen Jesus in aufrechter Position zeigt. Es handelt sich um Michelangelos letztes Werk und auch seine letzte Pietà. Wie so viele Werke des Florentiners ist auch dieses unvollendet geblieben. Die Statue befindet sich heute im Castello Sforzesco in Mailand.

## Geschichte
Ebenso wie die Statue der Kreuzabnahme Christi war die Pietà Rondanini für Michelangelos eigenes Grab vorgesehen. Es handelte sich somit, anders als etwa bei der römischen Pietà und den meisten anderen bekannteren Werken Michelangelos, nicht um eine Auftragsarbeit. Michelangelo hatte sich offenbar längere Zeit mit dem Gedanken getragen, eine Pietà für sein Grabmal anzufertigen. Um das Jahr 1550 begann er mit der Arbeit an einer als Pietà Bandini bekannten Gruppe, jedoch konnte er diese wegen Unvollkommenheiten im Marmor nicht vollenden.
Michelangelo hat dann etwa um die Jahre 1552–1553 herum begonnen, an einem Marmorblock zu arbeiten, aus dem schließlich die heute bekannte Pietà Rondanini hervorgehen sollte. Die ursprüngliche Fassung wurde jedoch vom Künstler aufgegeben. Ein Kopf aus Marmor, der in den 1950er Jahren bei Grabungsarbeiten in der Kirche Santa Maria in Trastevere gefunden wurde und der in der Galleria Borghese in Rom ausgestellt ist, wurde zunächst als das Haupt Jesu der ursprünglichen Version der Statue gedeutet, diese These musste jedoch aufgrund von petrochemischen Tests verworfen werden.
Mit der neuen Fassung muss sich Michelangelo sporadisch etwa ein Jahrzehnt lang von 1554 bis zu seinem Tod beschäftigt haben. Aus einem Brief Daniele da Volterras vom 12. Februar 1564 geht hervor, dass Michelangelo noch eine Woche vor seinem Tod an der Pietà Rondanini gearbeitet haben muss.
Der Werdegang der Skulptur seit ihrer Erschaffung liegt längst nicht so lückenlos offen wie bei anderen Werken Michelangelos. Im Jahr 1652 ist die Statue in einem Geschäft in Rom bezeugt. 1744 wird sie von der namensgebenden Familie Rondanini erworben. Im Jahr 1807 wird das Werk in einem Inventar des Marchese Giuseppe Rondanini, der als Kunstsammler bekannt war, erwähnt, dessen Initialen (MGR) auch an der Basis der Skulptur zu sehen sind. Die Beschreibung der Marmorgruppe im Inventar drückt Unsicherheit über die Herkunft aus, es wird lediglich die Vermutung geäußert, das Werk könne von Michelangelo sein. Bis 1920 verbleibt die Statue im Hof des Palazzo Rondanini (Sanseverino) in Rom an der Via del Corso. Im Jahr 1952 verkaufte die Familie Sanseverino, welcher der Palazzo Rondini bis Mitte der 1940er Jahre gehört hatte, die Gruppe der Stadt Mailand. Seit dieser Zeit befindet sich das Werk ebendort im Castello Sforzesco und ist der Öffentlichkeit zugänglich.

## Beschreibung
Die 195 cm hohe Gruppe besteht aus weißem Marmor. Die Oberfläche ist, abgesehen von den Beinen der Jesusfigur, nicht geglättet, grobe Meißelspuren sind deutlich erkennbar. Von der ersten, aufgegebenen Konzeption ist ein rechter Arm verblieben, der über dem Ellbogen abgeschnitten ist. Die Größe des Arms deutet darauf hin, dass die ursprüngliche Gruppe deutlich größer geplant war als das auf uns gekommene Werk.
Mit der Pietà Rondanini hat Michelangelo das ursprüngliche Konzept des Vesperbildes und der „italienischen“ Pietà, wie es noch in seiner römischen Pietà verwirklicht worden war, weit hinter sich gelassen. Statt den vom Kreuz genommenen Jesus auf dem Schoß bzw. in den Armen der Muttergottes zu zeigen, werden beide Figuren in aufrechter Position dargestellt. Diese radikal andersartige Komposition löst beim Betrachter völlig andere Gefühle und Assoziationen aus als bei herkömmlichen Darstellungen der Mater Dolorosa mit dem toten Jesus. Nagel spricht von einer alternativen christozentrischen Darstellung des Topos: „Während bei der klassischen Pietà Maria bzw. die Trauer der Mutter um ihren toten Sohn im Vordergrund steht und Jesus als zu betrauerndes „Passivum“ dargestellt wird – oft genug auch in der Darstellung wieder zum Kinde verkleinert[ –], ist die Rolle Jesu in der Pietà Rondanini eine ungleich aktivere. Dies kommt nicht nur in der frontalen Positionierung zum Ausdruck, sondern auch darin, dass Jesus mit dem Rücken seine trauernde Mutter zu stützen scheint. Die Pietà Rondanini vollendet damit eine Entwicklungslinie von der römischen Pietà hin zu einer immer aktiveren Rolle Jesu, wobei die Madonna von Brügge, welche ein nach vorn schauendes Jesuskind zwischen den Beinen hält, einen Zwischenschritt markiert.“
Michelangelo hat sich mit der Pietà Rondanini weit vom Konzept der idealisierten Schönheit entfernt, welches in der römischen Pietà in Vollendung zum Ausdruck kommt. Die Individualisierung der Kunst – der Subjektivismus, der sich in früheren Werken Michelangelos, wie etwa der römischen Pietà, erst angedeutet hatte – ist mit der Pietà Rondanini vollendet. Wilhelm Lübke spricht von „genialer Willkür [und] ungezügeltem Subjektivismus“ und sieht darin ein Verhängnis für die weitere Entwicklung der europäischen Kunst, das „um so gefährlicher wurde, je weniger innere Größe in den Nachahmern lag, und je mehr dieser Mangel durch übertriebene michelangeleske Formen in arger Manier verdeckt werden sollte“.

## Non-finito
Die Gruppe ist exemplarisch für das Problem des Non-finito bei Michelangelo, welches im Zeitablauf und je nach Kommentator ganz unterschiedlich beurteilt worden ist. Möglich ist letztlich jede Interpretation von einem bloßen Scheitern bis hin zu einer exakten Entsprechung der Intention des Künstlers – wobei Letzteres schon wegen seines Todes praktisch mitten im Schaffensprozess wenig wahrscheinlich ist.
Kunsthistoriker des 19. Jahrhunderts, wie Lübke oder Jacob Burckhardt, werten Michelangelos letztes Werk als Abweichung von einem von ihnen vertretenen „klassischen Kunstideal“ und sehen Michelangelos expressives Bildwerk als misslungen, den Künstler als an seinem letzten Werk Gescheiterten.
Burckhardt riet von einer Besichtigung des Werkes ab und fällt ein vernichtendes Urteil: „Wie konnte er [Michelangelo], nachdem der Block schon so verdorben war, wie man ihn sieht, doch noch diese Gestalten herauszwingen wollen, auf Kosten derjenigen Körperverhältnisse, die Niemand besser kannte als Er? Leider ist wohl jeder Meißelschlag von ihm.“
Herbert von Einem sieht dagegen die „plastische Form an der Grenze des noch Gestaltbaren. Die Eigenform der Natur, die für Michelangelo früher unantastbar war, gilt nicht mehr. Die Form ist von einer Transparenz des Geistigen, die sich der Vollendung zu entziehen scheint.“ So wird aus dem unvollendeten, dem non-finito, ein infinito, ein letztlich zum Scheitern verurteiltes Ringen mit der Unendlichkeit selbst.